# سيراس توماس
سيراس توماس (بالإنجليزية: Cyrus Thomas)‏ هو عالم نبات وعالم حشرات أمريكي، ولد في 27 يوليو 1825 في كينغسبورت في الولايات المتحدة، وتوفي في 26 يونيو 1910 في واشنطن العاصمة في الولايات المتحدة.

## وصلات خارجية
- سيراس توماس على موقع الموسوعة البريطانية (الإنجليزية)